# Emmanuel Gyamfi
Emmanuel Gyamfi (Hemer, 23 juli 2004) is een Duitse voetballer van Ghanese afkomst die doorgaans als linkermiddenvelder speelt, maar ook inzetbaar is als linksback of linksbuiten.

## Clubcarrière
Gyamfi maakte in 2019 de overstap van Fortuna Düsseldorf naar de jeugdopleiding FC Schalke 04. Op 5 augustus 2023 beleefde hij in de Regionalliga West namens het beloftenteam zijn competitiedebuut in een uitwedstrijd bij 1. FC Düren (2-2). Na afloop van het seizoen tekende hij een vierjarig profcontract bij FC Schalke 04. In juni 2024 werd Gyamfi samen met ploeggenoot Paul Pöpperl voor de duur van een seizoen uitgeleend aan VVV-Venlo. Na afloop van die huurperiode keerde hij terug bij Schalke dat hem in juni 2025 aan Aberdeen verkocht. Gyamfi tekende een vierjarig contract bij de club uit de Scottish Premiership.

## Statistieken

### Beloften
| Seizoen                        | Club             | Competitie        | Competitie | Competitie | Overig | Overig | Totaal | Totaal |
| Seizoen                        | Club             | Competitie        | Wed.       | Dlp.       | Wed.   | Dlp.   | Wed.   | Dlp.   |
| ------------------------------ | ---------------- | ----------------- | ---------- | ---------- | ------ | ------ | ------ | ------ |
| 2023/24                        | FC Schalke 04 II | Regionalliga West | 21         | 1          | –      | –      | 21     | 1      |
| Totaal beloften                | Totaal beloften  | Totaal beloften   | 21         | 1          | 0      | 0      | 21     | 1      |
| Bijgewerkt op 11 augustus 2024 |                  |                   |            |            |        |        |        |        |

### Senioren
| 2024/25                           | → VVV-Venlo     | Eerste divisie  | 30 | 0 | 1 | 0 | – | – | 31 | 0 |
| 2025/26                           | Aberdeen        | Premiership     | 0  | 0 | 0 | 0 | 0 | 0 | 0  | 0 |
| Totaal senioren                   | Totaal senioren | Totaal senioren | 30 | 0 | 1 | 0 | 0 | 0 | 31 | 0 |
| Carrièretotaal                    | Carrièretotaal  | Carrièretotaal  | 51 | 1 | 1 | 0 | 0 | 0 | 52 | 1 |
| Bijgewerkt tot en met 6 juni 2025 |                 |                 |    |   |   |   |   |   |    |   |